# Дінський курінь
Дінський курінь — козацький курінь Запорозької Січі та Чорноморського козацького війська.
Назва куреня збереглася на Кубані в українській формі (через «і»).

## Походження назви
Назва Дінського куреня походить від річки Дін та Сіверський Дінець. Саме у формі «Дін» називали річку на Запорозькій Січі, і досі ця назва зберігається в мові українського населення Середнього Подоння між його притоками Богучаром та Дівицею, що є нащадками козаків Острогозького слобідського козацького полку.
За іншою, менш ймовірною версією походить від походить від отамана Дону чи Дінця, що згадується за 1687 роком.
Свідчення про участь дінців — козаків з-над Дону:
- на 1657 рік тут була ціла Дінська сотня у 300 осіб,
- прізвище «Донець» — мали деякі козаки Переяславського полку 1649 року, Бугогардівської паланки 1770 року, Мінського куреня 1773 року.

Серед топонімів:
- Донська балка біля Донського редуту над Ягорликом,
- Донська балка — правий доплив Інгульця,
- Донський шлях, у 1882 році проходив понад річкою Вільнянка Вільною балкою біля села Софіївка (тепер місто Вільнянськ).

## Перші згадки
Перші згадки пов'язані з Дінським куренем:
- — на Запоріжжі:
  - Донські козаки: 1688 рік — Макар Донський, 1696 рік — Степан Донський;
  - 1691 рік — Анлурудюшко Донський;
  - 1699 рік — Донський курінь, що у 1759 році у реєстрі нараховував 205 козаків;
  - 1770 рік — козаки Дінського куреня «у Вовчій, поблизу зимівника курінних Донських (козаків)… Салакаїв»[прояснити];
- — на Кубані:
  - 1792 рік — курінь Дінський;
  - 1808 рік — курінь Дінський — назва успадкована станицею Дінська (р. 1-ша Кочети)[1].

1792 року запорожці Дінського куреня витягли жереб на терен над Кубанню, проте пізніше оселилися північніше: у сучасну Дінську станицю, центр Пластунського району, на північний схід від Краснодара.

## Реєстр Дінського куреня
На 1759 рік Дінський курінь мав 205 козаків у реєстрі.
Поіменний реєстр козаків Донського (Дінського) куреня Войська Запорозького Низового за 1756 рік: Отаман — Степан Сірий
1. Прокіп Довженко
2. Микита Білий
3. Федір Стуконіг
4. Степан Сірий
5. Яцько Литвин
6. Іван Письменний
7. Іван Страх
8. Іван Ворона
9. Савка Криворукий
10. Павло Лошак
11. Грецько Дуб
12. Андрій Матрос
13. Хома Жила
14. Максим Старенький
15. Федір Таран
16. Степан Бойко
17. Федір Шульга
18. Юхим Великий
19. Федір Безсонний
20. Андрій Покотило
21. Степан Бойко
22. Пархим Баранник
23. Михайло Садівський
24. Федір Жеребець
25. Семен Розвора
26. Іван Клочко
27. Михайло Чорний
28. Андрій Дерев'янко
29. Дмитро Цап
30. Пилип Полежай
31. Іван Сивокобила
32. Андрій Забара
33. Яцько Тилька
34. Іван Лях
35. Савка Кіт
36. Андрій Халепа
37. Іван Бобир
38. Терешко Роздайбіда
39. Назар Жоболда
40. Іван Кучер
41. Олексій Безкровний
42. Нечипір Чуприна
43. Юрко Швець
44. Іван Сукур
45. Іван Бородавка
46. Онисько Волошин
47. Остап Чайка
48. Грецько Застава
49. Михайло Шульга
50. Степан Шепіль
51. Данило Малинівський
52. Грецько Білий
53. Василь Пінурка
54. Пилип Хорт
55. Грицько Скорина
56. Мартин Ніс
57. Федір Дін
58. Василь Кривошия
59. Ігнат Шрам
60. Іван Нелідничий
61. Кузьма Сухий
62. Сидір Чайка
63. Федір Литвин
64. Артем Чорний
65. Остап Великий
66. Павло Дженченко
67. Корній Джепка
68. Петро Малий
69. Ігнат Рудий
70. Іван Кислий
71. Корній Ніс
72. Мирін Литвин
73. Андрій Кабака
74. Ігнат Тільний
75. Михайло Шульга
76. Федір Шульга
77. Григорій Баштан
78. Мусій Білий
79. Іван Попович
80. Самійло Порохненко
81. Петро Субота
82. Яким Пукало
83. Семен Топал
84. Іван Субота
85. Олекса Гончаренко
86. Остап Чвірко
87. Грицько Мірочний
88. Юхим Манджула
89. Яцько Білий
90. Іван Товстик
91. Іван Халепа
92. Процько Малий
93. Данило Старенький
94. Роман Зелений
95. Ісько Коваль
96. Грицько Тупота
97. Яцько Кривенький
98. Демко Журавель
99. Федір Нечай
100. Микита Тесля
101. Кіндрат Білий
102. Павло Невінчаний
103. Павло Стрига
104. Зінець Клочко Менший
105. Демко Чумак
106. Федір Крижанівський
107. Іван Дрюк
108. Олексій Волошин
109. Роман Коваль
110. Олексій Козир
111. Євтух Безсоненко
112. Грицько Гриб
113. Мирін Караванець
114. Грицько Шевчик
115. Борис Шевчиків брат
116. Матвій Дуда
117. Пилип Брагарник
118. Федір Сторчак
119. Андрій Дерев'янко
120. Свирид Приблуда
121. Федір Стрижак
122. Данило Стрижак
123. Михайло Мамай
124. Юхим Танцюра
125. Прокіп Чапкий
126. Андрій Дід
127. Степан Дубина
128. Хома Череватий
129. Іван Малий
130. Левко Рудий
131. Яцько Гуртовий
132. Клим Завала
133. Василь Малий
134. Яким Високий
135. Денис Таран
136. Гордій Гнатівсин
137. Наум Малий
138. Конон Обдула
139. Яцько Різник
140. Кіндрат Чуприна
141. Наум Таран
142. Костя Великий
143. Онисько Білий
144. Яцько Сторчак
145. Павло Ніс
146. Лук'ян Капаніс
147. Сидір Великий
148. Наум Чорненький
149. Пилип Половинка
150. Кіндрат Йона
151. Яцько Гаркуша
152. Савка Коваль
153. Іван Дужий
154. Тиміш Литвин
155. Клим Тримбач
156. Кирик Ніс
157. Максим Журба
158. Костя Тиможний
159. Степан Журавель
160. Іван Ломака
161. Ігнат Ніс
162. Данило Сон
163. Михайло Базавлук
164. Тиміш Щербина
165. Панас Чорнявський
166. Іван Сагайдачний
167. Тиміш Дробот
168. Ісько Совимний
169. Омелько Донець
170. Йона Малий
171. Корній Таранець
172. Петро Гаркуша
173. Назар Запічний
174. Василь Стрійний
175. Ісько Таран
176. Дмитро Тягун
177. Михайло Дядько
178. Нечипір Строць
179. Роман Трьомсин
180. Іван Чорний
181. Ісько Циван
182. Федір Кобила
183. Лук'ян Дудіжвин
184. Хома Чорний
185. Трохим Червоношиїй
186. Грицько Малий
187. Андрій Величко
188. Семен Барзазим
189. Харко Шульга
190. Хома Баштанник
191. Нечипір Старий
192. Луцько Щербина
193. Максим Кривенький
194. Корній Бурдюг
195. Трохим Бурдюг
196. Федір Бухиниченко
197. Василь Малий
198. Грицько Музика
199. Мартин Вечір

## Мова дінців
За лінгвістичним дослідженням мови нащадків козаків Дінського куреня, зробленим у 1960-их роках, у ній були виявлені «давньорусизми», що можливо є залишками давньоруської мови Донщини, що приписувалися у Дінський курінь. Приклади «давньорусизмів» дінців: «Он контору біжал», «Нас шесть сотих одрізали», «Одинацяти літ роблю», «Кушин молоко пить» та інші.

## Видатні нащадки дінців
Уродженці Дінської станиці:
- Микола Рябовіл — голова Кубанської Української Ради, закатований денікінцями[1].
- син Миколи Рябовола — очолював Кубанську повстанську армію до 1925 року[1].